# Copa del Generalíssim de futbol 1959-60
La Copa del Generalíssim de futbol 1959-60 va ser la 56ena edició de la Copa d'Espanya.

## Primera Ronda
22 de novembre i 13 de març.
| Equip 1                  | Global | Equip 2                      | Anada | Tornada |
| ------------------------ | ------ | ---------------------------- | ----- | ------- |
| CD Alavés                | 5-5    | Club Atlético de Ceuta       | 5-2   | 0-3     |
| Club Atlético de Almería | 2-4    | Deportivo de La Coruña       | 2-1   | 0-3     |
| Real Avilés CF           | 1-4    | AD Plus Ultra                | 0-1   | 1-3     |
| Barakaldo CF             | 3-0    | CD Mestalla                  | 2-0   | 1-0     |
| CD Basconia              | 0-3    | Real Murcia CF               | 0-0   | 0-3     |
| Cadis CF                 | 3-5    | CE Sabadell                  | 3-0   | 0-5     |
| RC Celta                 | 1-4    | Córdoba CF                   | 0-1   | 1-3     |
| CF Extremadura           | 3-3    | Cultural y Deportiva Leonesa | 3-1   | 0-2     |
| Club Ferrol              | 4-1    | CD Tenerife                  | 3-0   | 1-1     |
| Recreativo Huelva        | 2-2    | Sestao SC                    | 1-1   | 1-1     |
| SD Indauchu              | 6-3    | Real Jaén CF                 | 6-0   | 0-3     |
| Llevant UE               | 1-10   | Real Gijón                   | 0-1   | 1-9     |
| RCD Mallorca             | 4-1    | CD Comtal                    | 3-0   | 1-1     |
| Real Santander           | 1-1    | CD San Fernando              | 1-1   | 0-0     |
| Terrassa FC              | 3-0    | CD Badajoz                   | 4-0   | 0-2     |
| Rayo Vallecano           | 5-8    | CD Orense                    | 2-3   | 3-5     |

- Desempat

| Equip 1           | Marcador | Equip 2                      |
| ----------------- | -------- | ---------------------------- |
| CD Alavés         | 0-1      | Club Atlético de Ceuta       |
| CF Extremadura    | 0-2      | Cultural y Deportiva Leonesa |
| Recreativo Huelva | 2-1      | Sestao SC                    |
| Real Santander    | 1-1      | CD San Fernando              |
| Real Santander    | 1-2      | CD San Fernando              |

## Setzens de final
24 d'abril i 1 de maig.
| Equip 1                | Global | Equip 2                      | Anada | Tornada |
| ---------------------- | ------ | ---------------------------- | ----- | ------- |
| Club Atlético de Ceuta | 1-3    | Reial Oviedo                 | 0-0   | 1-3     |
| FC Barcelona           | 10-2   | Club Ferrol                  | 7-1   | 3-1     |
| Córdoba CF             | 7-3    | Reial Saragossa              | 6-1   | 1-2     |
| Deportivo de La Coruña | 3-7    | Athletic Club                | 3-2   | 0-5     |
| Elx CF                 | 4-3    | CD San Fernando              | 4-2   | 0-1     |
| UD Las Palmas          | 0-2    | Cultural y Deportiva Leonesa | 0-0   | 0-2     |
| CD Orense              | 3-2    | RCD Espanyol                 | 2-0   | 1-2     |
| AD Plus Ultra          | 2-4    | Real Betis Balompié          | 1-2   | 1-2     |
| Reial Madrid CF        | 4-1    | Barakaldo CF                 | 3-0   | 1-1     |
| Reial Societat         | 7-2    | SD Indauchu                  | 4-0   | 3-2     |
| Recreativo de Huelva   | 2-2    | Granada CF                   | 1-0   | 1-2     |
| CD Sabadell            | 0-5    | Club Atlético de Madrid      | 0-1   | 0-4     |
| Sevilla CF             | 1-3    | Real Gijón                   | 1-0   | 0-3     |
| Terrassa FC            | 3-2    | CA Osasuna                   | 3-1   | 0-1     |
| València CF            | 2-1    | Real Murcia CF               | 2-0   | 0-1     |
| Reial Valladolid       | 1-3    | RCD Mallorca                 | 0-2   | 1-1     |

- Desempat

| Equip 1           | Marcador | Equip 2    |
| ----------------- | -------- | ---------- |
| Recreativo Huelva | 2-1      | Granada CF |

## Vuitens de final
8 i 22 de maig.
| Equip 1         | Global | Equip 2                      | Anada | Tornada |
| --------------- | ------ | ---------------------------- | ----- | ------- |
| FC Barcelona    | 6-3    | Terrassa FC                  | 4-2   | 2-1     |
| Córdoba CF      | 3-8    | Club Atlético de Madrid      | 1-3   | 2-5     |
| Elx CF          | 6-6    | Real Betis Balompié          | 4-4   | 2-2     |
| Real Gijón      | 3-2    | Recreativo de Huelva         | 2-0   | 1-2     |
| RCD Mallorca    | 3-1    | Reial Societat               | 0-0   | 3-1     |
| CD Orense       | 4-4    | Athletic Club                | 3-1   | 1-3     |
| Reial Madrid CF | 9-0    | Cultural y Deportiva Leonesa | 5-0   | 4-0     |
| València CF     | 4-1    | Reial Oviedo                 | 3-1   | 1-0     |

- Desempat

| Equip 1   | Marcador | Equip 2             |
| --------- | -------- | ------------------- |
| Elx CF    | 6-4      | Real Betis Balompié |
| CD Orense | 1-2      | Athletic Club       |

## Quarts de final
5 i 12 de juny.
| Equip 1         | Global | Equip 2                 | Anada | Tornada |
| --------------- | ------ | ----------------------- | ----- | ------- |
| FC Barcelona    | 3-4    | Athletic Club           | 3-1   | 0-3     |
| Elx CF          | 2-0    | RCD Mallorca            | 1-0   | 1-0     |
| Reial Madrid CF | 13-1   | Real Gijón              | 8-0   | 5-1     |
| València CF     | 1-5    | Club Atlético de Madrid | 0-1   | 1-4     |

## Semifinals
16 i el 19 de juny.
| Equip 1                 | Global | Equip 2         | Anada | Tornada |
| ----------------------- | ------ | --------------- | ----- | ------- |
| Athletic Club           | 4-8    | Reial Madrid CF | 3-0   | 1-8     |
| Club Atlético de Madrid | 9-2    | Elx CF          | 8-0   | 1-2     |

## Final
| Club Atlético de Madrid            | 3 - 1 | Madrid CF  |
| ---------------------------------- | ----- | ---------- |
| Collar 51' · Jones 76' · Peiró 86' |       | Puskás 20' |

## Campió
| Campions de la Copa d'Espanya 1960   |
| ------------------------------------ |
| · Club Atlético de Madrid · 1r títol |